# Meenoplus radialis
Meenoplus radialis är en insektsart som beskrevs av Van Stalle 1982. Meenoplus radialis ingår i släktet Meenoplus och familjen Meenoplidae. Inga underarter finns listade i Catalogue of Life.